# Вербельчук Юрій Володимирович
Ю́рій Володи́мирович Вербельчу́к (нар. 25 червня 1963) — український військовик, полковник армійської авіації Сухопутних військ України, командир 7-го полку армійської авіації. Учасник миротворчих місій ООН у Східній Славонії, Ліберії та Сьєрра-Леоне. Лицар ордена Богдана Хмельницького III ступеня.

## Життєпис
У 1980 році закінчив майданську середню школу та подав документи на вступ до Чернігівського вищого військового авіаційного училища льотчиків, де здійснювалася підготовка льотного складу для сил винищувальної авіації. Втім, до училища юнак не вступив і був викликаний для проходження строкової служби у гайжюнайському центрі повітряно-десантних військ. По закінченню служби Вербельчук вирішив вдруге випробувати долю і подав документи до Сизранського вищого військового авіаційного училища льотчиків, де готували пілотів для гвинтокрилих машин Мі-8 та Мі-24. Саме останній літальний апарат, що був основним штурмовим вертольотом країн соцтабору, спеціально розробленим для забезпечення вогневої підтримки сухопутних військ, і став основною спеціалізацією курсанта Вербельчука.
Вперше участь у миротворчих місіях ООН Юрій Вербельчук взяв у 1996 році, виконуючи завдання на Балканах у Східній Славонії. 12 грудня 1997 року у Юрія народилася прекрасна дочка Ксенія. Згодом, у період з 2002 по 2011 рік, у складі українського миротворчого контингенту він побував у Сьєрра-Леоне та чотири рази у Ліберії, де отримав неоціненний досвід пілотування в складних погодних умовах.
У 2006 та 2010 роках обирався депутатом Новокалинівської міської ради (Львівська область).
У вересні 2008 року був призначений командиром 7-го полку армійської авіації України.
Наказом Міністра оборони України № 633 від 14 жовтня 2011 року Юрій Вербельчуку було присвоєно найвище класифікацію «військовий льотчик-снайпер».

## Нагороди
- Орден Богдана Хмельницького II ступеня (28 червня 2015) — за особисту мужність і високий професіоналізм, виявлені у захисті державного суверенітету та територіальної цілісності України, вірність військовій присязі[4]
- Орден Богдана Хмельницького III ступеня (6 грудня 2012) — за значний особистий внесок у зміцнення обороноздатності Української держави, зразкове виконання військового обов'язку, високий професіоналізм та з нагоди Дня Збройних Сил України[5]
- Відзнака міністерства оборони України «Доблесть і честь» (2011)[6]

## Цікаві факти
Юрій Вербельчук активно підтримував ідею дозволити жінкам служити у складі українського миротворчого контингенту, вважаючи, що це позитивно вплине на службу та дисципліну чоловіків. Втім, начальник штабу 8-го армійського корпусу генерал-майор Хомчак не підтримав цю сміливу ідею, зазначивши, що експериментувати треба на території України, а не за кордоном, бо це може призвести до неприємностей. Вербельчук був згоден очолити подібний підрозділ та взяти відповідальність за експеримент на себе. Цікаво, що однією з бажаючих служити у Ліберії була українська льотчиця Надія Савченко.